# Stefano Oldani
Stefano Oldani (Milão, 10 de janeiro de 1998) é um ciclista italiano, membro da equipa Alpecin-Fenix.

## Palmarés
- Ainda não tem conseguido nenhuma vitória como profissional.

## Resultados em Grandes Voltas
| Corrida | Corrida         | 2019 | 2020 | 2021 |
| ------- | --------------- | ---- | ---- | ---- |
|         | Giro d'Italia   | —    | 98.º | 79.º |
|         | Tour de France  | —    | —    | —    |
|         | Volta a Espanha | —    | —    | —    |

—: não participa

Ab.: abandono

## Equipas
- - Polartec-Kometa (stagiaire)[1] (08.2018-12.2018)
  - Kometa Cycling Team[2] (2019)
  - Lotto Soudal[3] (2020-2021)
  - Alpecin-Fenix (2022-)